# Список глав государств в 661 году
Список глав государств в 660 году — 661 год — Список глав государств в 662 году — Список глав государств по годам

## Америка
- Баакульское царство — К’инич Ханааб Пакаль, царь (615 — 683)
- Канульское царство — Йукно’м Ч’еен II, священный владыка  (636 — 686)
- Дос-Пилас — Б'алах Чан К'авиль, царь  (629 — 692)
- Караколь — Как-Ухоль-Кинич II, царь  (658 — 680)
- Мутульское царство (Тикаль) — Б'алах Чан К'авиль, царь (657 — ок. 670)
- Шукууп (Копан) — К’ак'-Ути-Виц'-К’авиль, царь (628 — 695)
- Яшчилан (Пачан) — Яшун-Балам III, божественный царь (628 — 681)

## Азия
- Абхазия (Абазгия) — Феодосий I, князь (ок. 660 — ок. 680)
- Гилян (Дабюиды) — Дабюя, испахбад (640 — 676)
- Грузия — 
  - Картли — Адарнасе II, эрисмтавар (650 — 684)
  - Кахетия — Адарнасе II, князь[англ.] (650 — 684)
  - Лазика — Барнут I, князь[англ.] (660 — 670)
  - Тао-Кларджети — Гурам II, князь (619 — 678)
- Дханьявади — Тюрия Рену, царь[англ.] (648 — 670)
- Западно-тюркский каганат — 
  - Ашина Мише-шад, каган (657 — 662)
  - Ашина Бучжень-шад, каган (657 — 667)
- Индия — 
  - Бадами (Западные Чалукья) — Викрамадитья I Сатьяшрая, махараджа (654 — 678)
  - Венги (Восточные Чалукья) — Дхарашрая Джаясимха I Сарвасидхи, махараджа (641 — 673)
  - Западные Ганги — Бхувикарма, махараджа (654 — 679)
  - Кашмир — 
    - Дурлабхавардхана, махараджа[нем.] (ок. 625 — ок. 661)
    - Пратападития, махараджа[нем.] (ок. 661 — ок. 711)

  - Маитрака — Хагаграха II, махараджа[англ.] (ок. 656 — ок. 662)
  - Паллавы (Анандадеша) — Махамалла Нарасимхаварман I, махараджа (630 — 668)
  - Пандья — Янтаварман, раджа (640 — 670)
  - Хагда — Девахагда, царь[англ.] (658 — 673)
- Камарупа — Саластхамба, царь (650 — 670)
- Китай (Династия Тан) — Гао-цзун (Ли Чжи), император (649 — 683)
- Корея (Период Трех государств):
  - Когурё — Поджан, тхэван (642 — 668)
  - Силла — 
    - Муйоль, ван (654 — 661)
    - Мунму, ван (661 — 681)
- Наньчжао — Цицзя-ван (Мэн Синуло) , ван (649 — 674)
- Омейядов халифат — Муавия I, халиф (661 — 680)
- Паган — Пеит Тонг, король[англ.] (660 — 710)
- Праведный халифат — 
  - Али ибн Абу Талиб, праведный халиф (656 — 661)
  - Хасан ибн Али, халиф (661)
- Раджарата (Анурадхапура) — 
  - Кассапа II, король (652 — 661)
  - Даппула I, король (661 — 664)
- Тарума — Тарусбава, царь (650 — 670)
- Тибет — Мангсонг Мангцэн, царь (650 — 676)
- Тогон — Муюн Нохэбо, правитель (635 — 663)
- Тямпа — Викрантаварман I, князь (ок. 653 — ок. 686)
- Ченла — Джаяварман I, раджа (657 — 681)
- Япония — 
  - Саймей, императрица (654 — 661)
  - Тэндзи, император (661 — 672)

## Европа
- Англия — Освиу, бретвальда (655 — 670)
  - Восточная Англия — Этельвольд, король (655 - 664)
  - Думнония — 
    - Кулмин ап Петрок, король (658 — 661)
    - Дунгарт ап Кулмин, король (661 — 700)

  - Кент — Эрконберт, король (640 — 664)
  - Мерсия — Вульфхер, король (658 — 675)
  - Нортумбрия — Освиу, король (655 - 670)
  - Уэссекс — Кенвал, король (643 — 645, 648 — 674)
  - Хвикке — Энфрит, король (650 — 674)
  - Эссекс — Свитхельм, король (660 — 664)
- Арморика — Гилкуал, король (658 — ?)
- Великая Булгария — Кубрат, хан (632 — 665)
- Волжская Булгария — Котраг, хан (660 — 710)
- Вестготское королевство — Реккесвинт, король (653 — 672)
- Византийская империя — Констант II, император (641 — 668)
  - Африканский экзархат — Геннадий (II), экзарх (647 — 665)
  - Равеннский экзархат — Феодор I Каллиопа, экзарх (643 — 645, 653 — 666)
  - Неаполь — Василий, герцог (661 - 666)
- Домнония — Хэлог, король (640 — 667)
- Ирландия — 
  - Диармайт мак Аэдо Слане, верховный король (658 —  665)
  - Блатмак мак Аэдо Слане, верховный король (658 —  665)
  - Айлех — Ферг мак Крандмаэль, король (660 — 668)
  - Коннахт — Гуайре Айдне, король (655 — 663)
  - Лейнстер — Фианнамайл мак Мэле Туйле, король (656 — 680)
  - Мунстер — Маэнах, король (641 — 662)
  - Ольстер — Блатмак мак Маел Кобо, король (647 — 670)
- Лангобардское королевство — 
  - Ариперт I, король (653 — 661)
  - Годеперт, король (661 — 662)
  - Беневенто — Гримоальд, герцог (651 — 662)
  - Сполето — Атто, герцог (650 - 665)
  - Фриуль — Аго, герцог (651 — 663)
- Папский престол — Виталий, папа римский (657 — 672)
- Сербия — Селемир, жупан (ок. 660 — ок. 680)
- Уэльс —
  - Брихейниог — Гулидиен, король (655 — 670)
  - Гвинед — Кадваладр Благословенный, король (655 — 682)
  - Дивед — Гулидиен, король (650 — 670)
  - Поуис — Бели ап Элиуд, король (650 — ок. 665)
- Франкское королевство — 
  - Австразия — 
    - Хильдеберт Приёмный, король (656 — 661)
    - Гримоальд Старший, майордом (642/643 - 662)

  - Нейстрия и Бургундия — 
    - Хлотарь III, король (657 — 673)
    - Радоберт, майордом (Бургундия) (642 — 662)
    - Эброин, майордом (Нейстрия) (658 — 673, 675 — 680)

  - Аквитания и Васкония — Феликс, герцог (660 — ок. 676)
  - Бавария — Теодон I, герцог (640 — ок. 680)
  - Тюрингия — Хеден I Старший, герцог (ок. 642 — ок. 687)
- Фризия — Альдгисл I, король (? - 680)
- Хазарский каганат — Ирбис, каган (650 - 665)
- Швеция — Ивар Широкие Объятья, король (ок. 655 - ок. 695)
- Шотландия —
  - Галвидел — Мерфин ап Кинфин, король (ок. 655 — 682)
  - Дал Риада — Домангарт II, король (660 — 673)
  - Пикты — Гартнарт IV, король (657 — 663)
  - Стратклайд (Альт Клуит) — Элвин, король (658 — 693)

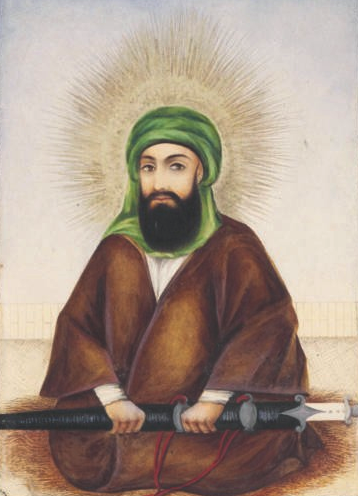
Али ибн Абу Талиб 656-661 Праведный халиф
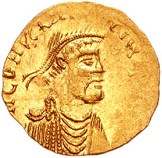
Констант II 641-668 Император Византии
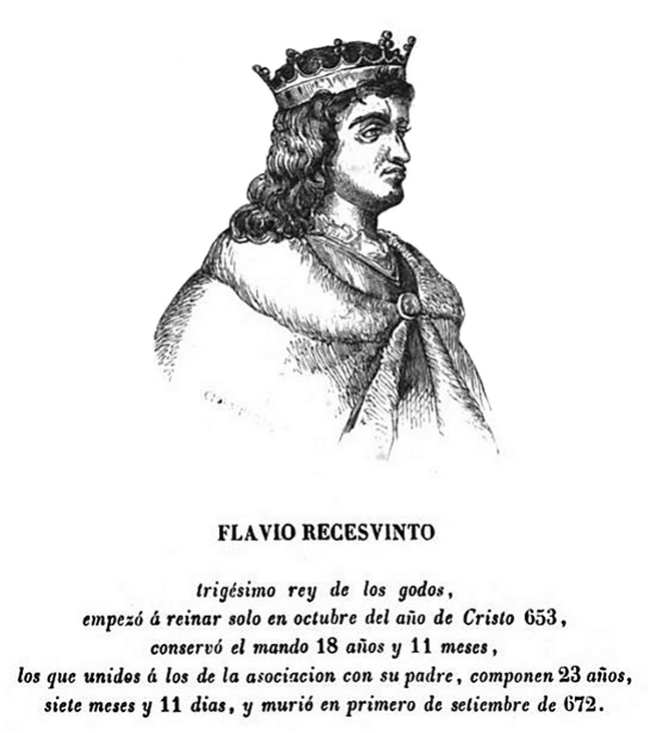
Реккесвинт 653-672 Король вестготов
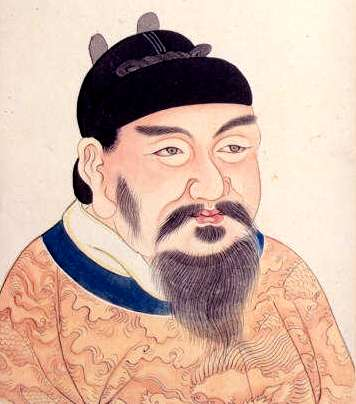
Гао-цзун 649-683 Император Китая
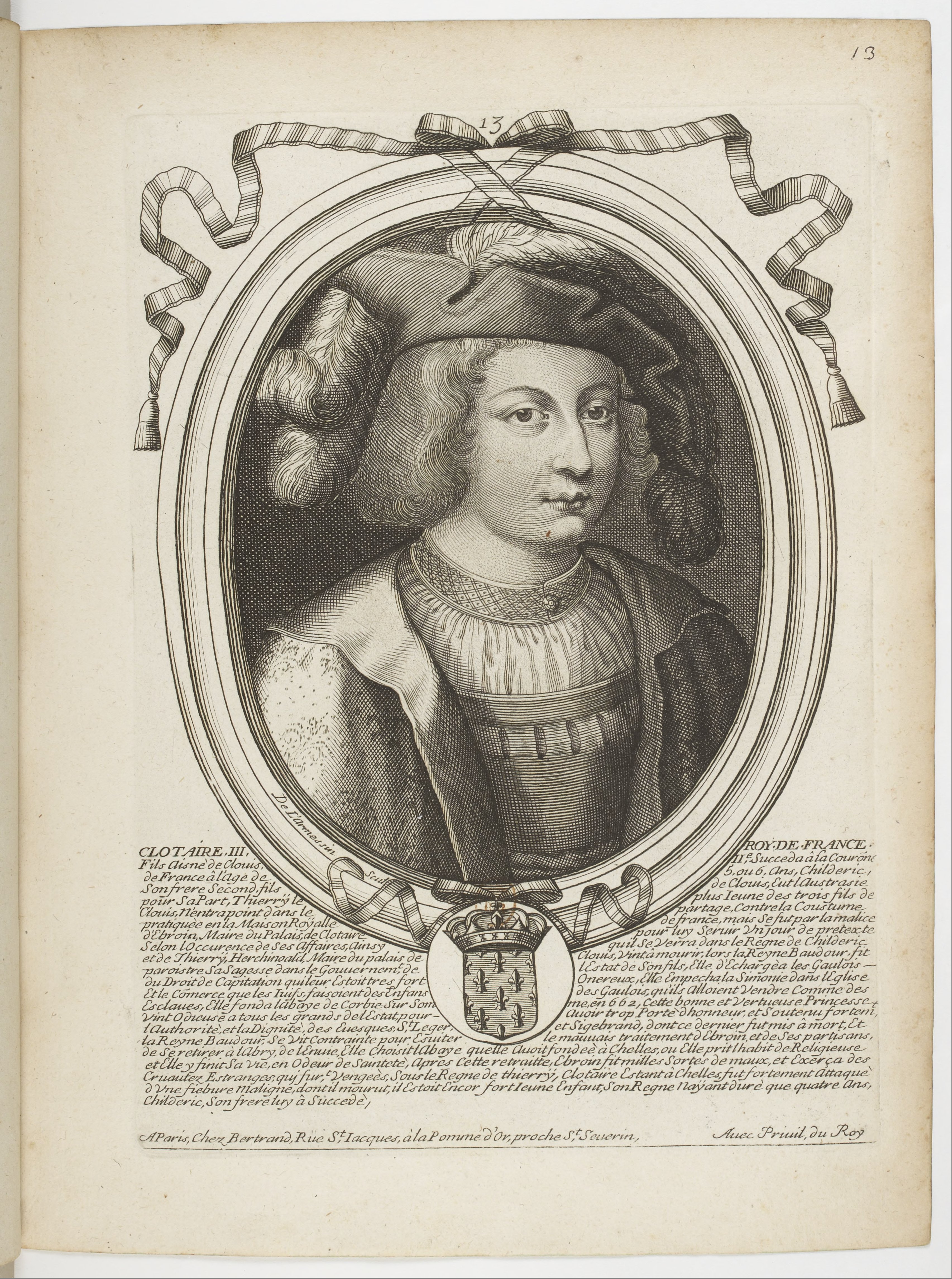
Хлотарь III 657-673 Король Нейстрии и Бургундии
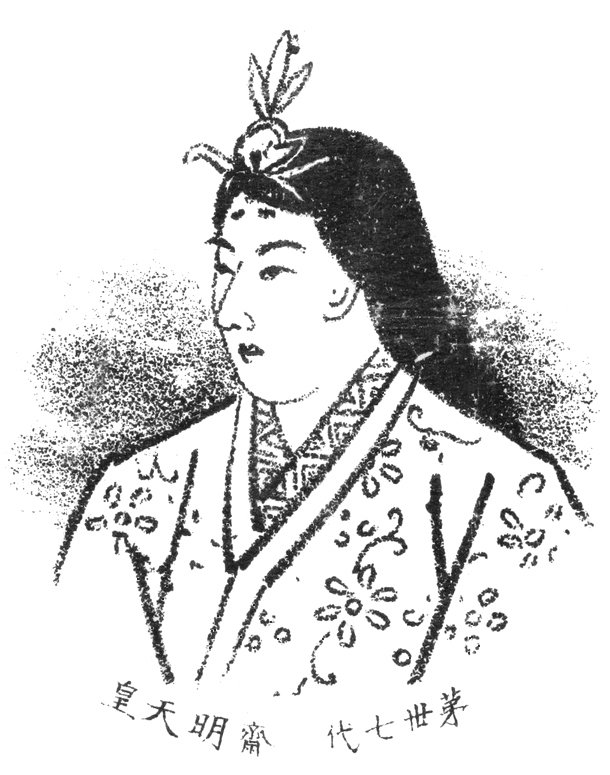
Саймей 655-661 Императрица Японии
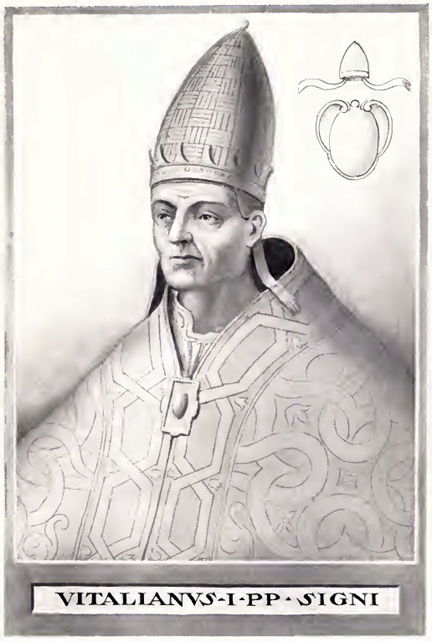
Виталий 657-672 Папа римский